# Mutational meltdown
Con il termine mutational meltdown (fusione di mutazione) ci si riferisce al processo con il quale una piccola popolazione accumula mutazioni dannose che portano a perdita della salute e al declino della grandezza della popolazione, che possono condurre ad ulteriori accumuli di mutazioni dannose per la depressione endogama. Una popolazione che si trova in questo stato è intrappolata in una spirale discendente e si estinguerà se il fenomeno si prolunga per parecchio tempo. Di solito le mutazioni dannose vengono semplicemente eliminate dalla selezione, ma durante questo processo il numero di individui che soffre di morte precoce è così grande in proporzione alla grandezza totale della popolazione che il tasso di mortalità supera quello di natalità.

## Ulteriori letture
- W. Gabriel, M. Lynch, and R. Burger (1993). Muller's Ratchet and mutational meltdowns. Evolution 47:1744-1757.
- M. Lynch, R. Burger, D. Butcher, and W. Gabriel (1993). The mutational meltdown in asexual populations. J. Hered. 84:339-344.
- M. Lynch and W. Gabriel (1990). Mutation load and the survival of small populations. Evolution 44:1725-1737.
- M. Lynch, J. Conery, and R. Burger (1995) Mutational meltdowns in sexual populations. Evolution 49:1067-1080.